# Donal Carey
Pour les articles homonymes, voir Carey.
Donal Carey (né le 15 octobre 1937) est un homme politique irlandais du Fine Gael qui est ministre d'État chargé du Gaeltacht et des îles de 1995 à 1997. Il est Teachta Dála (TD) pour la circonscription de Clare de 1982 à 2002. Il est également sénateur du Panel du travail de 1981 à 1982.

## Biographie
Carey fait ses études au St Flannan's College d'Ennis et à l'University College de Dublin. Il est élu au 15e Seanad en 1981 en tant que sénateur du Panel du travail. Carey est élu député du Fine Gael pour la circonscription de Clare aux élections générales de février 1982 et conserve son siège jusqu'à ce qu'il le perde aux élections générales de 2002.
Le 27 janvier 1995, il est nommé par le gouvernement Rainbow sur proposition de John Bruton comme ministre d'État au département du Taoiseach chargé du développement de l'ouest et du renouveau rural et ministre d'État au ministère des Arts, de la Culture et du Gaeltacht. avec la responsabilité du Gaeltacht, occupant ces postes jusqu'au changement de gouvernement en 1997.
Son fils Joe Carey est élu en 2007 comme député Fine Gael pour la même circonscription.